# Уайнленд, Эдди
Э́дди Уа́йнленд (англ. Eddie Wineland; род. 26 июня 1984, Хьюстон) — американский боец смешанного стиля, представитель легчайшей весовой категории. Выступал на профессиональном уровне с 2003 по 2022 годы, известен по участию в турнирах бойцовских организаций UFC и WEC. Владел титулом чемпиона WEC, был претендентом на титул временного чемпиона UFC.

## Биография
Эдди Уайнленд родился 26 июня 1984 года в Хьюстоне, Техас. Учился в старшей школе в Честертоне, Индиана, где серьёзно занимался борьбой. Окончив школу, в возрасте семнадцати лет решил стать бойцом ММА и приступил к тренировкам в зале Duneland Vale Tudo.

### Начало профессиональной карьеры
Дебютировал в смешанных единоборствах на профессиональном уровне в апреле 2003 года, заставил своего соперника сдаться в первом же раунде. Дрался в различных американских промоушенах и первое время не имел большого успеха. Так, из восьми первых поединков сумел выиграть только три.
Тем не менее, затем его статистика значительно улучшилась, в 2005—2006 годах он одержал семь побед подряд.

### World Extreme Cagefighting
Находясь на серии из семи побед, Уайнленд привлёк к себе внимание крупной американской организации World Extreme Cagefighting и сразу же стал здесь претендентом на введённый титул чемпиона в легчайшей весовой категории. В первом же раунде чемпионского боя, состоявшегося в мае 2006 года, отправил другого претендента Антонио Баньюэлоса в нокаут и забрал чемпионский пояс себе.
Однако оставался чемпионом не долго, уже во время первой защиты в марте 2007 года уступил по очкам Чейзу Биби.
Продолжая выступать в клетке WEC, Уайнленд проиграл бразильцу Рани Яхья, но выиграл у таких бойцов как Мэнни Тапия, Джордж Руп, Уилл Кампусано и Кен Стоун, при этом дважды получал бонус за лучший нокаут вечера.
Когда в 2010 году организация WEC была поглощена более крупным игроком на рынке смешанных единоборств Ultimate Fighting Championship, все сильнейшие бойцы оттуда автоматически перешли на контракт к новому владельцу, в том числе перешёл и Уайнленд.

### Ultimate Fighting Championship
Дебют Уайнленда в UFC получился не очень удачным, в 2011 году он единогласными решениями судей проиграл Юрайе Фейберу и Джозефу Бенавидесу.
В 2012 году нокаутировал Скотта Йоргенсена, заработав бонус за лучший бой вечера, и раздельным решением взял верх над Брэдом Пикеттом.
Благодаря череде удачных выступлений в 2013 году удостоился права оспорить титул временного чемпиона UFC в легчайшем весе, но не сумел выиграть у действующего временного чемпиона Ренана Барана, в начале второго раунда проиграл ему техническим нокаутом.
В дальнейшем выступал с переменным успехом, взял верх над такими бойцами как Ив Жабуен, Фрэнки Саэнс и Такэя Мидзугаки, при этом потерпел поражения от Джонни Эдуарду, Брайана Карауэя и Джона Додсона.

## Статистика в профессиональном ММА
| Боёв 41  | Побед 24 | Поражений 16 |
| -------- | -------- | ------------ |
| Нокаутом | 15       | 6            |
| Сдачей   | 5        | 4            |
| Решением | 4        | 6            |
| Ничьи    | 1        | 1            |

| Результат | Рекорд  | Соперник          | Способ                    | Турнир                                 | Дата             | Раунд | Время | Место             | Примечание                                             |
| --------- | ------- | ----------------- | ------------------------- | -------------------------------------- | ---------------- | ----- | ----- | ----------------- | ------------------------------------------------------ |
| Поражение | 24-16-1 | Коди Стеймэнн     | TKO (удары руками)        | UFC on ESPN: Каттар vs. Эмметт         | 18 июня 2022     | 1     | 0:59  | Остин, Техас, США | После боя объявил о завершении карьеры.                |
| Поражение | 24-15-1 | Джон Кастаньеда   | TKO (удары руками)        | UFC Fight Night: Blaydes vs. Lewis     | 20 февраля 2021  | 1     | 4:44  | Лас-Вегас, США    |                                                        |
| Поражение | 24-14-1 | Шон О’Мэлли       | KO (удар рукой)           | UFC 250                                | 6 июня 2020      | 1     | 1:54  | Лас-Вегас, США    |                                                        |
| Победа    | 24-13-1 | Григорий Попов    | TKO (удары руками)        | UFC 238                                | 8 июня 2019      | 2     | 4:47  | Чикаго, США       |                                                        |
| Поражение | 23-13-1 | Алехандро Перес   | Единогласное решение      | UFC Fight Night: dos Santos vs. Ivanov | 14 июля 2018     | 3     | 5:00  | Бойсе, США        |                                                        |
| Поражение | 23-12-1 | Джон Додсон       | Единогласное решение      | UFC Fight Night: Swanson vs. Lobov     | 22 апреля 2017   | 3     | 5:00  | Нашвилл, США      |                                                        |
| Победа    | 23-11-1 | Такэя Мидзугаки   | TKO (удары руками)        | UFC on Fox: VanZant vs. Waterson       | 17 декабря 2016  | 1     | 3:04  | Сакраменто, США   |                                                        |
| Победа    | 22-11-1 | Фрэнки Саэнс      | TKO (удары руками)        | UFC on Fox: Holm vs. Shevchenko        | 23 июля 2016     | 3     | 1:54  | Чикаго, США       | Выступление вечера.                                    |
| Поражение | 21-11-1 | Брайан Карауэй    | Единогласное решение      | UFC on Fox: Dillashaw vs. Barão 2      | 25 июля 2015     | 3     | 5:00  | Чикаго, США       |                                                        |
| Поражение | 21-10-1 | Джонни Эдуарду    | KO (удары руками)         | UFC Fight Night: Brown vs. Silva       | 10 мая 2014      | 1     | 4:37  | Цинциннати, США   |                                                        |
| Победа    | 21-9-1  | Ив Жабуен         | TKO (удары руками)        | UFC on Fox: Henderson vs. Thomson      | 25 января 2014   | 2     | 4:16  | Чикаго, США       |                                                        |
| Поражение | 20-9-1  | Ренан Баран       | TKO (удары)               | UFC 165                                | 21 сентября 2013 | 2     | 0:35  | Торонто, Канада   | Бой за титул временного чемпиона UFC в легчайшем весе. |
| Победа    | 20-8-1  | Брэд Пикетт       | Раздельное решение        | UFC 155                                | 29 декабря 2012  | 3     | 5:00  | Лас-Вегас, США    |                                                        |
| Победа    | 19-8-1  | Скотт Йоргенсен   | KO (удары руками)         | UFC on FX: Johnson vs. McCall          | 8 июня 2012      | 2     | 4:10  | Санрайз, США      | Бой вечера.                                            |
| Поражение | 18-8-1  | Джозеф Бенавидес  | Единогласное решение      | UFC Live: Hardy vs. Lytle              | 14 августа 2011  | 3     | 5:00  | Милуоки, США      |                                                        |
| Поражение | 18-7-1  | Юрайя Фейбер      | Единогласное решение      | UFC 128                                | 19 марта 2011    | 3     | 5:00  | Ньюарк, США       |                                                        |
| Победа    | 18-6-1  | Кен Стоун         | KO (слэм)                 | WEC 53                                 | 16 декабря 2010  | 1     | 2:11  | Глендейл, США     | Нокаут вечера.                                         |
| Победа    | 17-6-1  | Уилл Кампусано    | TKO (удар в корпус)       | WEC 49                                 | 20 июня 2010     | 2     | 4:44  | Эдмонтон, Канада  | Нокаут вечера.                                         |
| Победа    | 16-6-1  | Джордж Руп        | Единогласное решение      | WEC 46                                 | 10 января 2010   | 3     | 5:00  | Сакраменто, США   |                                                        |
| Победа    | 15-6-1  | Мэнни Тапия       | Единогласное решение      | WEC 43                                 | 10 октября 2009  | 3     | 5:00  | Сан-Антонио, США  |                                                        |
| Поражение | 14-6-1  | Рани Яхья         | Сдача (удушение сзади)    | WEC 40                                 | 5 апреля 2009    | 1     | 1:07  | Чикаго, США       |                                                        |
| Победа    | 14-5-1  | Уэйд Шоэт         | Сдача (удары руками)      | C3: Domination                         | 22 ноября 2008   | 1     | 2:29  | Хаммонд, США      |                                                        |
| Победа    | 13-5-1  | Джейсон Табор     | KO (удары руками)         | Total Fight Challenge 11               | 19 февраля 2008  | 2     | 4:42  | Хаммонд, США      | Выиграл титул чемпиона Total Fight в легчайшем весе.   |
| Поражение | 12-5-1  | Чейз Биби         | Единогласное решение      | WEC 26                                 | 24 марта 2007    | 5     | 5:00  | Лас-Вегас, США    | Лишился титула чемпиона WEC в легчайшем весе.          |
| Победа    | 12-4-1  | Дэн Свифт         | Единогласное решение      | Total Fight Challenge 7                | 10 февраля 2007  | 2     | 5:00  | Хаммонд, США      |                                                        |
| Победа    | 11-4-1  | Антонио Баньюэлос | KO (удары)                | WEC 20                                 | 5 мая 2006       | 1     | 2:36  | Лемор, США        | Выиграл введённый титул чемпиона WEC в легчайшем весе. |
| Победа    | 10-4-1  | Курт Дирон        | TKO (удары руками)        | Duneland Classic 3                     | 25 марта 2006    | 2     | 2:26  | Портедж, США      |                                                        |
| Победа    | 9-4-1   | Тим Норман        | Сдача (удушение сзади)    | Total Fight Challenge 5                | 18 февраля 2006  | 1     | 2:40  | Хаммонд, США      |                                                        |
| Победа    | 8-4-1   | Джастин Хамм      | TKO (удары руками)        | ECF: Beatdown At The Fairgrounds 5     | 11 февраля 2006  | 2     | 4:55  | Индианаполис, США |                                                        |
| Победа    | 7-4-1   | Кристиан Нилсон   | Решение судей             | Courage Fighting Championships 4       | 7 января 2006    | 3     | 5:00  | Линкольн, США     |                                                        |
| Победа    | 6-4-1   | Джон Хосман       | Сдача (удушение сзади)    | IHC 9: Purgatory                       | 19 ноября 2005   | 1     | 3:18  | Хаммонд, США      |                                                        |
| Победа    | 5-4-1   | Стив Холлок       | TKO (удары руками)        | Total Fight Challenge 4                | 17 сентября 2005 | 2     | 4:40  | Хаммонд, США      |                                                        |
| Победа    | 4-4-1   | Чед Уошберн       | Сдача (удушение)          | Duneland Classic 2                     | 6 августа 2005   | 2     | N/A   | Портедж, США      |                                                        |
| Поражение | 3-4-1   | Брендон Карлсон   | TKO (травма колена)       | XKK: Xtreme Cage Combat                | 23 октября 2004  | N/A   | N/A   | Кёртисс, США      |                                                        |
| Поражение | 3-3-1   | Джим Брукетта     | Сдача (удушение сзади)    | Total Martial Arts Challenge 2         | 28 августа 2004  | 1     | N/A   | Хаммонд, США      |                                                        |
| Победа    | 3-2-1   | Тим Паникуччи     | TKO (удары руками)        | Freestyle Combat Challenge 14          | 6 марта 2004     | 1     | 4:56  | Расин, США        |                                                        |
| Победа    | 2-2-1   | Омар Шудхури      | KO (удар коленом)         | Freestyle Combat Challenge 13          | 17 января 2004   | 2     | 2:25  | Расин, США        |                                                        |
| Поражение | 1-2-1   | Стоунни Деннис    | Сдача (скручивание пятки) | HOOKnSHOOT: HOOKnSHOOT                 | 13 сентября 2003 | 1     | 1:53  | Эвансвилл, США    |                                                        |
| Поражение | 1-1-1   | Мустафа Хуссаини  | Сдача (рычаг локтя)       | Extreme Challenge 51                   | 2 августа 2003   | 2     | 1:21  | Сент-Чарльз, США  |                                                        |
| Ничья     | 1-0-1   | Мустафа Хуссаини  | Ничья                     | Shooto: Midwest Fighting               | 21 мая 2003      | 2     | 5:00  | Хаммонд, США      |                                                        |
| Победа    | 1-0     | Джоэл Клеверли    | Сдача                     | Maximum Combat 6                       | 12 апреля 2003   | 1     | 3:10  | Форт-Уэйн, США    |                                                        |